# Darja
Darja, též Daria nebo Darija, je ženská varianta staroperského jména Dárajavauš (𐎭𐎠𐎼𐎹𐎺𐎢𐏁), známého spíš v řecké formě Dareios (Δαρεῖος). Domácké podoby jsou Dara, Darka, Daruška, Dája, Dájuška, Darianka, Darinka. Je oblíbené především ve slovansky mluvících zemích, oproti tomu  například v anglicky mluvícím prostředí nikdy nebylo příliš běžné. Jméno Darja také nese křesťanská mučednice z 3. století, která je se svým manželem uctívána jako dvojice svatých Chrysanthus a Daria.
Mezi varianty tohoto jména patří:
- finština: Tarja
- chorvatština, slovinština, srbština: Darija/Дарија
- koiné: Δαρεία (Dareia)
- ruština: Дарья, Даша (Daša)
- ukrajinština, běloruština: Дар'я, Одарка (Odarka)

## Známé nositelky jména
- Darja Hajská (1911–1981) – česká herečka
- Darja Jacukevičová (* 1987) – česká modelka běloruského původu
- Darija Juraková Schreiberová (* 1984) – chorvatská tenistka
- Darja Kanová (* 1998) – ruská sportovní lezkyně
- Daria Klimentová (* 1971) – česká tanečnice a fotografka
- Daria Komarkova (* 1984) – ruská modelka
- Darja Mežecká (* 1994) – ruská judistka
- Daria Nicolodi (1950–2020) – italská herečka a scenáristka
- Darija Pavlovičová (* 2001) – česká herečka
- Darija Snigurová (* 2002) – ukrajinská tenistka
- Darja Stomatová (* 1992) – česká novinářka
- Daria Werbowy (* 1982) – kanadská supermodelka

Mezi známé fiktivní nositelky jména patří také Daria Morgendorffer z televizního seriálu Daria.